# Junkanoo Parade

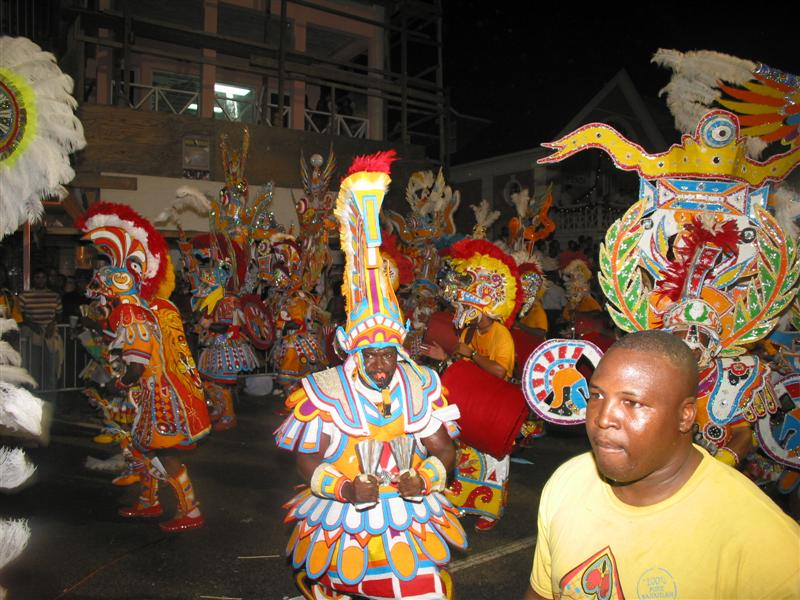
Junkanoo-Parade 2003

Die Junkanoo-Parade findet während des Junkanoo-Karnevals auf den Bahamas statt. 
Junkanoo als Musik- und Tanzform stammt von afrikanischen Sklaven ab.
2023 wurde es von der UNESCO in die Repräsentative Liste des immateriellen Kulturerbes der Menschheit aufgenommen.

## Geschichte
Der Junkanoo ist eine Musik- und Tanzform, die es auf den Bahamas seit der Sklavenzeit gibt. Was „Junkanoo“ genau bedeutet und wo es herkommt ist bis heute ungeklärt. Am meisten wird erzählt, dass ein afrikanischer Stammesführer den Junkanoo mitbrachte, der als Sklave auf die Bahamas kam. Ihm wurde der Name John Canoe gegeben. Er wollte das Recht, mit seinen Leuten auf traditionelle afrikanische Weise feiern zu können. Am 25. und am 26. Dezember, dem sogenannten Boxing Day bekam er sein Recht.
Auch wird erzählt, dass der Name Junkanoo einen französischen Ursprung hat und über New Orleans auf die Bahamas kam. Das Wort „inconnu“ soll die seltsamen und unbekannten Masken der Junkanoo-Teilnehmer beschreiben.
Der Junkanoo lässt sich auf afrikanische Ursprünge zurückverfolgen und blieb bis heute nahezu unverändert. Im August legt jede Gruppe das neue Thema für das Fest fest, doch das eigentliche Fest beginnt erst am 26. Dezember. Jede Gruppe bemüht sich das originellste Kostüm, die überzeugendste Tanzperformance und die mitreißendste Musik zu präsentieren, denn nur wer damit überzeugt gewinnt den Preis. Das Fest wird am 1. Januar noch einmal wiederholt.

## Musik und Tanz der Bahamas
Auf den Bahamas haben Musik wie Reggae, Calypso und Merengue eine lange Tradition. Doch bei den Jüngeren sind auch amerikanische Soulmusik, Rock- und Popmusik sehr beliebt. Die traditionelle Musik und der Tanz der Maroons ist Goombay. Traditionell wird er nur von Männern gespielt und dazu getanzt. Er wird von den Vätern an die Söhne weitergegeben.

## Junkanoo in der Popkultur
Die Junkanoo-Parade wurde in Filmen wie dem James-Bond-Film Feuerball, After the Sunset und Der weiße Hai – die Abrechnung sowie in der ersten Staffel der Fernsehserie Miami Vice von 1984 mit dem Titel "Calderones Rückkehr (Teil II)" gezeigt, die auf der fiktiven Insel St. Andrews stattfand.